# Stazione di Higashi-Toyama
La stazione di Higashi-Toyama (東富山駅?, Higashi-Toyama-eki) è una stazione ferroviaria della città di Toyama, nella prefettura omonima in Giappone. La stazione è gestita dalla JR West e serve la linea principale Hokuriku.

## Linee
JR West
■ Linea principale Hokuriku

## Struttura
La stazione è costituita da un marciapiede laterale e uno a isola con due binari passanti, oltre ad alcuni binari di transito non serviti da marciapiedi. Le banchine sono collegate al fabbricato viaggiatori da un sovrappassaggio, e sono presenti servizi igienici, biglietteria automatica e presenziata e una sala d'attesa, con una stufa a gasolio attiva per il freddo inverno.
| 1-2 | ■ Linea principale Hokuriku | per Itoigawa e Naoetsu |
| 2-3 | ■ Linea principale Hokuriku | per Toyama e Kanazawa  |

## Stazioni adiacenti
| 《                        | Servizio                  | 》                        |
| Linea principale Hokuriku | Linea principale Hokuriku | Linea principale Hokuriku |
| ------------------------- | ------------------------- | ------------------------- |
| Toyama                    | -                         | Mizuhashi                 |